# Andreas Prediger
Andreas Prediger (russisch Андрей Андреевич Предигер, transkribiert Andrei Andreevič Prediger; * 16. November 1926 in Marienfeld, ASSR der Wolgadeutschen, UdSSR; † 24. Juli 2017 in Bad Reichenhall, Deutschland) war ein russlanddeutscher Künstler, der in seinen Werken die Geschichte und Leiden der deutschen Minderheit in der Sowjetunion darstellte.

## Leben
Schon früh erlebte Andreas Predigers die Schreckensjahre in der Sowjetunion. Sowohl die Hungersnot der 20er bis 30er Jahre als auch die im Jahre 1941 in Kraft getretene Deportation deutschstämmiger Sowjetbürger aus der Wolgarepublik, prägten sein Leben und seine künstlerische Arbeit. In den Jahren 1932/33 starben zwei seiner Schwestern und ein Bruder. 1941 kam es zur Zwangsumsiedlung nach Ostkasachstan in die Rosa-Luxemburg-Erzbergwerke.
In der Verbannung im asiatischen Teil der Sowjetunion hatten die Predigers mit Hunger und Diskriminierungen zu kämpfen. Als Sechzehnjähriger wurde Andreas Prediger zu Zwangsarbeit in den Kohlengruben im westsibirischen Prokopjewsk abkommandiert. Er war Bergmann, Hauer, Grubenmeister – zwölf Jahre lang. Im Jahre 1946 hatte er die ebenfalls deportierte Pauline Gräfenstein zur Frau genommen. Das Paar hatte sieben Kinder. Prediger gelang im Jahre 1949 der Schulabschluss (10. Klasse, Abitur). Obwohl bereits als Kind künstlerisch veranlagt, konnte er erst 1966 die Fakultät für künstlerische Graphik am Pädagogischen Institut Krasnojarsk beenden. Zuvor waren fünf entsprechende Bewerbungen von dem Obersten Sowjet wegen seiner deutschen Volkszugehörigkeit abgelehnt worden. Zwischen 1954 und 1989 verdiente er seinen Lebensunterhalt als Zeichenlehrer an einer Mittelschule. Im Fernstudium beendete er die Abteilungen Malerei und Zeichnen an der Moskauer Volksuniversität.
Seine Kunstwerke stellte Andreas Prediger ab 1967 in der Stadt Prokopjewsk, und nach 1985 auch in anderen Städten der Sowjetunion aus. 1991 fand Prediger bei der Ausstellung russlanddeutscher Kunstwerke in Moskau auch internationale Beachtung. Ein Jahr darauf präsentierte er seine Bilder in Düsseldorf, Berlin und München.
Andreas Prediger engagierte sich für eine Rehabilitierung der Russlanddeutschen. Er war Mitglied des Vereins Wiedergeburt, der sich u. a. für die Wiederherstellung der Wolgadeutschen Republik einsetzt, sowie Mitglied des Internationalen Verbandes der Deutschen Kultur in Russland. In der Bundesrepublik war Prediger Mitglied des Arbeitskreises für Bildende Kunst der Landsmannschaft der Deutschen aus Russland und des Künstlerverbandes Laufener Palette.
Seit 1993 lebte er in Deutschland, in Bad Reichenhall.